# Hironori Saruta
Hironori Saruta (født 28. oktober 1982) er en tidligere japansk fodboldspiller.
Han har spillet for flere forskellige klubber i sin karriere, herunder Ehime FC.